# Topper (ciruela)
Topper® es una variedad cultivar de ciruelo (Prunus domestica), de las denominadas ciruelas europeas.
Una variedad de ciruela obtenida por Helmut Jacob en el Instituto de Investigación Geisenheim en 1988 (Alemania). 
Las frutas son de tamaño mediano, su piel de color azul oscuro recubierta de pruina, fina, violácea, sutura con línea poco visible, de color algo más oscuro que el fruto, y pulpa color amarillo verdoso, textura firme, jugosa, y sabor muy bueno, aromático, dulce.

## Historia
'Topper®' variedad de ciruela obtenida por Helmut Jacob en el Instituto de Investigación Geisenheim en 1988 (Alemania). Fue el resultado del cruce de 'Cacaks Beste' como "Parental Madre" x el polen de 'Auerbacher' como "Parental Padre".
'Topper' variedad que se usa comercialmente en Alemania porque tiene un buen rendimiento y los frutos son fáciles de transportar. Debido a su tolerancia a la sharka (una infestación viral que conduce a la muerte de toda la planta) está ampliamente cultivado.

## Características
'Topper' árbol de porte de crecimiento suelto, medio vigor débil. Floración semitardía, autofértil, insensible a la lluvia y las heladas. Flor blanca, que tiene un tiempo de floración que comienza a partir del 15 de abril con el 10% de floración, para el 19 de abril tiene una floración completa (80%), y para el 1 de mayo tiene un 90% de caída de pétalos.
'Topper' tiene una talla de tamaño medio de forma oblonga, peso promedio de 35 a 50 g; epidermis tiene una piel azul oscuro recubierta de pruina, fina, violácea, sutura con línea poco visible, de color algo más oscuro que el fruto. Situada en una depresión muy suave, algo más acentuada junto a cavidad peduncular; pedúnculo de longitud mediano, fuerte, leñoso, con escudete muy marcado, muy pubescente, con la cavidad del pedúnculo estrecha, poco profunda, rebajada en la sutura y más levemente en el lado opuesto; pulpa de color amarillo verdoso, textura firme, jugosa, y sabor muy bueno, aromático, dulce contenido de azúcar 17,5° Brix.
Hueso con buenas propiedades de deshuesado, grande, alargado, asimétrico, con el surco dorsal muy ancho y profundo, los laterales más superficiales, zona ventral poco sobresaliente, superficie rugosa.
Su tiempo de maduración es tardía, alrededor de mediados de septiembre, con un alto rendimiento, fácil transporte, y se pueden almacenar bien.

## Usos
Se usa comúnmente como postre fresco de mesa que impresiona por su excelente aroma, y una excelente ciruela para hornear.

## Cultivo
Variedad que produce rendimientos extremadamente tempranos, altos y regulares. Cultivada principalmente en Alemania.
Debido al alto rendimiento, se recomienda el raleo de los frutos. Tiende a duplicar la fruta en algunos años.
Debido a su débil crecimiento, es especialmente adecuado para plantaciones intensivas y huertos familiares.

## Características y precauciones
Presenta buena salud de la hoja y la madera.
Ligeramente susceptible a la enfermedad de la podredumbre de la madera y la corteza en lugares demasiado húmedos.
El fruto es tolerante al virus de la viruela del ciruelo (Virus de la Sharka).